# Hannoverscher Sportverein von 1896 1984-1985
Questa voce raccoglie le informazioni riguardanti l'Hannoverscher Sportverein von 1896 nelle competizioni ufficiali della stagione 1984-1985.

## Stagione
Nella stagione 1984-1985 l'Hannover, allenato da Werner Biskup, concluse il campionato di 2. Bundesliga al 2º posto. In Coppa di Germania l'Hannover fu eliminato ai quarti di finale dal Saarbrücken.

## Rosa
| N. |                     | Ruolo | Calciatore         |
| -- | ------------------- | ----- | ------------------ |
|    | Germania (bandiera) | P     | Ralf Raps          |
|    | Germania (bandiera) | D     | Bastian Hellberg   |
|    | Germania (bandiera) | D     | Detlev Hennies     |
|    | Germania (bandiera) | D     | Axel Horn          |
|    | Germania (bandiera) | D     | Mathias Kuhlmey    |
|    | Germania (bandiera) | D     | Uwe Ronge          |
|    | Germania (bandiera) | D     | Oliver Stoecking   |
|    | Germania (bandiera) | D     | Karsten Surmann    |
|    | Germania (bandiera) | D     | Bernd Thiele       |
|    | Serbia (bandiera)   | D     | Miroslav Vjetrović |

| N. |                     | Ruolo | Calciatore             |
| -- | ------------------- | ----- | ---------------------- |
|    | Germania (bandiera) | C     | Lars-Peter Beike       |
|    | Germania (bandiera) | C     | Jose Manuel Cobano     |
|    | Germania (bandiera) | C     | Martin Giesel          |
|    | Germania (bandiera) | C     | Maximilian Heidenreich |
|    | Germania (bandiera) | C     | Jürgen Siegel          |
|    | Germania (bandiera) | A     | Franz Gerber           |
|    | Germania (bandiera) | A     | Michael Gue            |
|    | Germania (bandiera) | A     | Frank Hartmann         |
|    | Germania (bandiera) | A     | Fred Schaub            |

## Organigramma societario
Area tecnica
- Allenatore: Werner Biskup
- Allenatore in seconda:
- Preparatore dei portieri:
- Preparatori atletici:

## Calciomercato

### Sessione estiva
| Acquisti | Acquisti           | Acquisti               | Acquisti |
| R.       | Nome               | da                     | Modalità |
| -------- | ------------------ | ---------------------- | -------- |
| A        | Michael Gue        | Arminia Hannover       |          |
| D        | Oliver Stoecking   | Hannover 96 (juniores) |          |
| D        | Miroslav Vjetrović | Obilić                 |          |

| Cessioni | Cessioni         | Cessioni               | Cessioni |
| R.       | Nome             | a                      | Modalità |
| -------- | ---------------- | ---------------------- | -------- |
| C        | Ralf Aussem      | Fortuna Colonia        |          |
| D        | Bernd Gorski     | Eintracht Braunschweig |          |
| C        | Werner Lorant    | SV Heidingsfeld        |          |
| D        | Burkhard Steiner | Wattenscheid 09        |          |

### Sessione invernale
| Acquisti | Acquisti | Acquisti | Acquisti |
| R.       | Nome     | da       | Modalità |
| -------- | -------- | -------- | -------- |

| Cessioni | Cessioni | Cessioni | Cessioni |
| R.       | Nome     | a        | Modalità |
| -------- | -------- | -------- | -------- |

## Risultati

### 2. Bundesliga

#### Girone di andata
| Arbitro: | Correll |

|               |           |                         |
| Vorreiter 44’ | Marcatori | 15’ Gerber 34’ Hellberg |

| Arbitro: | Kriegelstein |

|                                      |           |                           |
| Gue 39’, 43’ Gerber 49’ Hartmann 62’ | Marcatori | 9’ Nitsche 37’ Lottermann |

| Arbitro: | Probst |

|              |           |                                   |
| Krnčević 11’ | Marcatori | 79’ (rig.) Giesel 81’ Heidenreich |

| Hannover 28 agosto 1984, ore 19:30 CEST 4ª giornata | Hannover 96 | 0 – 0 referto | Friburgo | Niedersachsenstadion (17 000 spett.)\| Arbitro: \| Kautschor \| |
| Arbitro:                                            | Kautschor   |               |          |                                                                 |

| Arbitro: | Brehm |

|                                       |           |                                                                         |
| Helmes 23’ Grabosch 32’ Kirschner 64’ | Marcatori | 24’ Hartmann 27’ Gue 34’ (aut.) Hemmerlein 77’ Schaub 83’ (rig.) Giesel |

| Arbitro: | Puchalski |

|                     |           |           |
| Surmann 30’ Gue 33’ | Marcatori | 82’ Finke |

| Arbitro: | Weber |

|                                     |           |  |
| Jusufi 8’ Muntubila 23’ Demange 25’ | Marcatori |  |

| Arbitro: | Kasperowski |

|                         |           |                                           |
| Hartmann 22’ Gerber 48’ | Marcatori | 9’ (aut.) Hellberg 38’ Eichhorn 43’ Höfer |

| Arbitro: | Amerell |

|            |           |                                      |
| Gaedke 61’ | Marcatori | 21’ Gue 38’ Schaub 51’ (rig.) Giesel |

| Arbitro: | Neuner |

|                         |           |  |
| Hartmann 34’ Gerber 73’ | Marcatori |  |

| Arbitro: | Bruch |

|                 |           |            |
| Burgsmüller 20’ | Marcatori | 58’ Giesel |

| Arbitro: | Schäfer |

|                     |           |                                |
| Ronge 35’, 59’, 86’ | Marcatori | 24’, 61’ Delzepich 29’ Frenken |

| Arbitro: | Kasperowski |

|                               |           |  |
| Džoni 34’ (rig.) Steubing 49’ | Marcatori |  |

| Arbitro: | Osmers |

|                    |           |  |
| Gue 67’ Schaub 70’ | Marcatori |  |

| Arbitro: | Eli |

|                                           |           |                    |
| Eggeling 10’ Jurgeleit 44’ (rig.) Dum 57’ | Marcatori | 35’ Gue 50’ Giesel |

| Arbitro: | Horeis |

|            |           |                      |
| Thiele 86’ | Marcatori | 4’ (rig.) Schwickert |

| Arbitro: | Steffens |

|              |           |                         |
| Labbadia 74’ | Marcatori | 41’ Hellberg 73’ Gerber |

| Arbitro: | Pauly |

|            |           |                                      |
| Schaub 52’ | Marcatori | 3’ Cestonaro 62’ Deuerling 89’ Knauf |

| Arbitro: | Broska |

|                                |           |                    |
| Ehrmantraut 9’ Clute-Simon 52’ | Marcatori | 28’ Gue 82’ Cobano |

#### Girone di ritorno
| Arbitro: | Barnick |

|                                  |           |  |
| Thiele 34’ Giesel 74’ Gerber 89’ | Marcatori |  |

| Arbitro: | Theobald |

|                         |           |  |
| Stenzel 4’ Eckstein 52’ | Marcatori |  |

| Hannover 2 febbraio 1985, ore 15:00 CET 22ª giornata | Hannover 96 | 0 – 0 referto | Duisburg | Niedersachsenstadion (5 600 spett.)\| Arbitro: \| Zimmermann \| |
| Arbitro:                                             | Zimmermann  |               |          |                                                                 |

| Arbitro: | Ermer |

|           |           |                     |
| Wendt 27’ | Marcatori | 85’ (rig.) Hartmann |

| Arbitro: | Boos |

|                                        |           |                            |
| Giesel 9’ (rig.) Gue 35’ Vjetrović 83’ | Marcatori | 6’ Grabosch 57’ Kurtenbach |

| Arbitro: | Tritschler |

|                       |           |               |
| Dannenberg 12’ (rig.) | Marcatori | 49’ Vjetrović |

| Arbitro: | Schütte |

|                                   |           |          |
| Gerber 38’ Ronge 57’ Hartmann 79’ | Marcatori | 30’ Seel |

| Arbitro: | Puchalski |

|                           |           |                                |
| Balzis 11’, 34’ Höfer 79’ | Marcatori | 45’ Surmann 69’ Gerber 88’ Gue |

| Arbitro: | Scheuerer |

|                          |           |                 |
| Surmann 21’ Hartmann 28’ | Marcatori | 79’ (rig.) Bunk |

| Arbitro: | Pauly |

|                   |           |               |
| Wenzel 53’ (rig.) | Marcatori | 77’ Vjetrović |

| Arbitro: | Diekert |

|                                                                 |           |                                |
| Hartmann 18’ (rig.) Gue 50’ Vjetrović 56’ Schaub 69’ Gerber 73’ | Marcatori | 7’, 53’ Burgsmüller 76’ Dauber |

| Arbitro: | Brückner |

|               |           |           |
| Delzepich 42’ | Marcatori | 51’ Ronge |

| Arbitro: | Osmers |

|                                             |           |                      |
| Hartmann 16’ (rig.) Gerber 19’ Hellberg 50’ | Marcatori | 57’ Kunkel 88’ Džoni |

| Arbitro: | Vasel |

|                  |           |                                                 |
| Kohnle 5’ (rig.) | Marcatori | 5’ Hartmann 29’ Hellberg 71’ Schaub 76’ Kuhlmey |

| Arbitro: | Amerell |

|                 |           |                      |
| Gerber 19’, 71’ | Marcatori | 14’ Malura 86’ Hotić |

| Arbitro: | Waltert |

|                                 |           |                                |
| Tilk 4’ Müller 35’ Mörsdorf 79’ | Marcatori | 67’ Surmann 70’ Thiele 84’ Gue |

| Arbitro: | Assenmacher |

|                                              |           |              |
| Gue 25’, 46’ Hartmann 72’ (rig.) Surmann 76’ | Marcatori | 76’ Labbadia |

| Arbitro: | Wuttke |

|                       |           |                       |
| Hampl 16’, 26’ (rig.) | Marcatori | 32’ Schaub 45’ Giesel |

| Arbitro: | Schütte |

|                               |           |  |
| Timme 41’ (aut.) Hartmann 88’ | Marcatori |  |

### Coppa di Germania
| Arbitro: | Hellwig |

|             |           |                                                   |
| Fischer 74’ | Marcatori | 48’ Giesel 67’ Gue 70’ (rig.) Hartmann 79’ Gerber |

| Arbitro: | Dellwing |

|                     |           |                |
| Surmann 32’ Gue 66’ | Marcatori | 43’ Littbarski |

| Arbitro: | Niebergall |

|            |           |  |
| Schaub 77’ | Marcatori |  |

| Arbitro: | Uhlig |

|             |           |  |
| Blättel 75’ | Marcatori |  |

## Statistiche

### Statistiche di squadra
| Competizione      | Punti | In casa | In casa | In casa | In casa | In casa | In casa | In trasferta | In trasferta | In trasferta | In trasferta | In trasferta | In trasferta | Totale | Totale | Totale | Totale | Totale | Totale | DR  |
| Competizione      | Punti | G       | V       | N       | P       | Gf      | Gs      | G            | V            | N            | P            | Gf           | Gs           | G      | V      | N      | P      | Gf     | Gs     | DR  |
| ----------------- | ----- | ------- | ------- | ------- | ------- | ------- | ------- | ------------ | ------------ | ------------ | ------------ | ------------ | ------------ | ------ | ------ | ------ | ------ | ------ | ------ | --- |
| 2. Bundesliga     | 50    | 19      | 12      | 5       | 2       | 44      | 25      | 19           | 6            | 9            | 4            | 35           | 33           | 38     | 18     | 14     | 6      | 79     | 58     | +21 |
| Coppa di Germania | -     | 2       | 2       | 0       | 0       | 3       | 1       | 2            | 1            | 0            | 1            | 4            | 2            | 4      | 3      | 0      | 1      | 7      | 3      | +4  |
| Totale            | 50    | 21      | 14      | 5       | 2       | 47      | 26      | 21           | 7            | 9            | 5            | 39           | 35           | 42     | 21     | 14     | 7      | 86     | 61     | +25 |

### Andamento in campionato
| Giornata  | 1 | 2 | 3 | 4 | 5 | 6 | 7 | 8 | 9 | 10 | 11 | 12 | 13 | 14 | 15 | 16 | 17 | 18 | 19 | 20 | 21 | 22 | 23 | 24 | 25 | 26 | 27 | 28 | 29 | 30 | 31 | 32 | 33 | 34 | 35 | 36 | 37 | 38 |
| --------- | - | - | - | - | - | - | - | - | - | -- | -- | -- | -- | -- | -- | -- | -- | -- | -- | -- | -- | -- | -- | -- | -- | -- | -- | -- | -- | -- | -- | -- | -- | -- | -- | -- | -- | -- |
| Luogo     | T | C | T | C | T | C | T | C | T | C  | T  | C  | T  | C  | T  | C  | T  | C  | T  | C  | T  | C  | T  | C  | T  | C  | T  | C  | T  | C  | T  | C  | T  | C  | T  | C  | T  | C  |
| Risultato | V | V | V | N | V | V | P | P | V | V  | N  | N  | P  | V  | P  | N  | V  | P  | N  | V  | P  | N  | N  | V  | N  | V  | N  | V  | N  | V  | N  | V  | V  | N  | N  | V  | N  | V  |
| Posizione | 4 | 2 | 1 | 1 | 1 | 1 | 1 | 3 | 2 | 1  | 1  | 1  | 4  | 3  | 3  | 4  | 3  | 4  | 4  | 4  | 5  | 6  | 6  | 5  | 6  | 4  | 5  | 3  | 4  | 4  | 3  | 3  | 3  | 4  | 3  | 2  | 3  | 2  |

Legenda:

Luogo: C = Casa; T = Trasferta. Risultato: V = Vittoria; N = Pareggio; P = Sconfitta.

### Statistiche dei giocatori
| Giocatore      | 2. Bundesliga | 2. Bundesliga | 2. Bundesliga | 2. Bundesliga | Coppa di Germania | Coppa di Germania | Coppa di Germania | Coppa di Germania | Totale   | Totale | Totale      | Totale     |
| Giocatore      | Presenze      | Reti          | Ammonizioni   | Espulsioni    | Presenze          | Reti              | Ammonizioni       | Espulsioni        | Presenze | Reti   | Ammonizioni | Espulsioni |
| -------------- | ------------- | ------------- | ------------- | ------------- | ----------------- | ----------------- | ----------------- | ----------------- | -------- | ------ | ----------- | ---------- |
| L. Beike       | 9             | 0             | 1             | 0             | 1                 | 0                 | 0                 | 0                 | 10       | 0      | 1           | 0          |
| J. Cobano      | 1             | 1             | 0             | 0             | 0                 | 0                 | 0                 | 0                 | 1        | 1      | 0           | 0          |
| F. Gerber      | 37            | 12            | 3             | 0             | 4                 | 1                 | 0                 | 0                 | 41       | 13     | 3           | 0          |
| M. Giesel      | 33            | 8             | 5             | 0             | 3                 | 1                 | 0                 | 0                 | 36       | 9      | 5           | 0          |
| M. Gue         | 36            | 14            | 1             | 0             | 4                 | 2                 | 0                 | 0                 | 40       | 16     | 1           | 0          |
| F. Hartmann    | 38            | 12            | 3             | 0             | 4                 | 1                 | 1                 | 0                 | 42       | 13     | 4           | 0          |
| M. Heidenreich | 31            | 1             | 1             | 0             | 4                 | 0                 | 0                 | 0                 | 35       | 1      | 1           | 0          |
| B. Hellberg    | 35            | 4             | 2             | 0             | 4                 | 0                 | 0                 | 0                 | 39       | 4      | 2           | 0          |
| D. Hennies     | 1             | 0             | 0             | 0             | 0                 | 0                 | 0                 | 0                 | 1        | 0      | 0           | 0          |
| A. Horn        | 15            | 0             | 0             | 0             | 2                 | 0                 | 0                 | 0                 | 17       | 0      | 0           | 0          |
| M. Kuhlmey     | 35            | 1             | 2             | 0             | 3                 | 0                 | 0                 | 0                 | 38       | 1      | 2           | 0          |
| R. Raps        | 38            | 0             | 1             | 0             | 4                 | 0                 | 0                 | 0                 | 42       | 0      | 1           | 0          |
| U. Ronge       | 31            | 5             | 2             | 0             | 3                 | 0                 | 0                 | 0                 | 34       | 5      | 2           | 0          |
| F. Schaub      | 35            | 7             | 4             | 0             | 3                 | 1                 | 0                 | 0                 | 38       | 8      | 4           | 0          |
| J. Siegel      | 1             | 0             | 0             | 0             | 0                 | 0                 | 0                 | 0                 | 1        | 0      | 0           | 0          |
| O. Stoecking   | 16            | 0             | 4             | 1             | 2                 | 0                 | 1                 | 0                 | 18       | 0      | 5           | 1          |
| K. Surmann     | 35            | 5             | 6             | 0             | 4                 | 1                 | 0                 | 1                 | 39       | 6      | 6           | 1          |
| B. Thiele      | 33            | 3             | 9             | 1             | 3                 | 0                 | 1                 | 0                 | 36       | 3      | 10          | 1          |
| M. Vjetrović   | 29            | 4             | 6             | 0             | 3                 | 0                 | 0                 | 0                 | 32       | 4      | 6           | 0          |